# Бор (Нижегородская область)
Бор — город (с 1938) в России, административный центр городского округа Бор Нижегородской области.

## География
Город расположен на левом берегу Волги, напротив города Нижнего Новгорода, с которым соединён совмещённым автомобильным и железнодорожным мостом (с 1965 г.) и пассажирской канатной дорогой (с февраля 2012 года).
В состав города включены посёлки городского типа Большое Пикино, Боталово, Неклюдово, Октябрьский, деревня Летнево и жилой массив Пичугино.
Ближайшие города: Нижний Новгород, Семёнов, Балахна, Дзержинск, Городец, Кстово. Расстояние до Москвы — около 450 км.

## Название
По одной из версий название «Бор» пошло от хвойных лесов, которые начинались севернее Нижнего Новгорода и являлись южной оконечностью южной тайги, начинающейся в Нижегородской области.
Среди местного населения принято говорить «на Бору́», «на́ Бор», «с Бо́ра», а не «в Бору», «в Бор», «из Бора» или «в Боре».

## История
Исторические материалы свидетельствуют, что в древности по берегам притока Волги — реки Везломы — обитали финно-угорские племена (в частности, мещера). Прародинами Бора считаются слободки Везломская, Копытовская и Никольская. Образованная у начала заволжской торговой дороги жителями Везломской и Копытовской слободок, слободка Никольско-Боровская (или просто Боровская) была преобразована в крупное село Бор в XIV веке.
Жители слободок и села Бор активно занимались ремёслами (плотницкое и столярное дело) и охотой. Во все времена жители Бора занимались извозом. Борский перевоз выполнял функцию «главных ворот» Нижнего Новгорода в Заволжье и обратно.
Интенсивное заселение и развитие Бора и территории будущего Борского района происходило в начале XVII века. Во второй половине XIX века промышленное развитие Нижнего Новгорода не обошло стороной и Борскую слободу: в ней укрепляется судостроительный промысел, строятся каменные дома и церкви, а сосновые леса ниже по течению Волги (Моховые горы) становятся популярным местом дачного отдыха. В 1887 году население Бора составляло более 1400 жителей. В селе одна школа и больница, действовало несколько торговых лавок, мельница и железоразделочный завод. На окраинах села Бор работало порядка 20 кузниц. В центре располагалась Базарная площадь. Здесь постоянно велась торговля и два раза в год устраивались большие ярмарки.
В Нижнем Новгороде во второй половине XIX века активно развивалось пароходство, что в том числе способствовало и развитию перевозного промысла на Бору. Бор в то время представлял собой крупное торговое село, где также были широко представлены валяльный и кузнечный промыслы.
С приходом к власти советов, в течение первых пятилеток в Борском районе была создана новая мощная промышленная база, а село становится рабочим посёлком. В 1923 году был основан завод «Красная Рамень», занимавшийся производством цепей и ставший впоследствии одним из основных поставщиков своей продукции для всей страны. В 1927 году вступила в эксплуатацию железнодорожная линия Н. Новгород — Котельнич, связавшая Нижегородский промышленный район с Уралом и Сибирью, а также востоком и севером России. Развивались и другие области промышленности — судоремонтная, торфообразующая, лесозаготовочная. В 1934 году был запущен механизированный стекольный завод для нужд тяжёлой промышленности.
27 ноября 1938 года рабочий посёлок Бор был преобразован в город. 14 сентября 1942 года Бор получил статус города областного подчинения.
В прошлом Бор стоял непосредственно на берегу Волги. Сейчас, после заполнения Чебоксарского водохранилища и изменения русла, он отстоит от реки примерно на километр и примыкает к огромной пойме, прекрасно видимой от Нижегородского Кремля (с высокого берега Волги). В 2004—2005 годах в состав города включены окружающие посёлки, деревня Летнево и жилой массив Пичугино.
В 2011—2015 года в Бору активно развивается коттеджное строительство в районе Боталово, в рамках реализации социальных программ по предоставлению жилья.
Открытие в 2012 году канатной дороги отражает стремление властей Нижнего Новгорода укрепить связь со своим спутником. В конце 2013 года стало известно, что по планам развития города-спутника к 2030 году город Бор станет частью Нижнего Новгорода. В 2017 году был открыт Второй Борский мост, который соединяет Нижний Новгород и Бор, максимальная загрузка моста составляет 105 000 автомобилей в сутки, что позволило частично разгрузить трассу Р-159 «Нижний Новгород — Шахунья — Киров», однако полностью проблема транспортных заторов на участке Нижний Новгород — Неклюдово до сих пор не решена. В 2018 году во время чемпионата мира по футболу в Бору располагался базовый лагерь сборной Уругвая.

## Население
| 1897    | 1931    | 1939    | 1959    | 1967    | 1970    | 1976    | 1979    | 1982    | 1986    |
| ------- | ------- | ------- | ------- | ------- | ------- | ------- | ------- | ------- | ------- |
| 1800    | ↗11 800 | ↗25 100 | ↗42 866 | ↗49 000 | ↗55 412 | ↗61 000 | ↗62 579 | ↗63 000 | ↗65 000 |
| 1989    | 1992    | 1998    | 2000    | 2001    | 2002    | 2003    | 2005    | 2006    | 2008    |
| ↘64 512 | ↘64 300 | ↗64 500 | ↘63 300 | ↘62 400 | ↘61 525 | ↘61 500 | ↗78 500 | ↘77 700 | ↘76 223 |
| 2009    | 2010    | 2011    | 2012    | 2013    | 2014    | 2015    | 2016    | 2017    | 2018    |
| ↘75 990 | ↗78 058 | ↘78 050 | ↘78 004 | ↗78 015 | ↘77 918 | ↗78 145 | ↗78 373 | ↗78 385 | ↘78 063 |
| 2019    | 2020    | 2021    | 2023    | 2024    | 2025    |         |         |         |         |
| ↘77 454 | ↘76 872 | ↗78 372 | ↘77 582 | ↘77 320 | ↘77 024 |         |         |         |         |

На 1 января 2025 года по численности населения город находился на 211-м месте из 1124 городов Российской Федерации.
Резкий рост численности населения в 2005 году — результат присоединения посёлков городского типа Неклюдово, Октябрьский и Большое Пикино. Город Бор входит в состав Нижегородской агломерации, насчитывающей 2020 тыс. чел. (5-е место в России). По оценке администрации городского округа, порядка 25—30 процентов населения Бора работают в Нижнем Новгороде.

## Транспорт
Через территорию города проходит трасса P159 Нижний Новгород — Киров. Основные транспортные потоки направлены в город Нижний Новгород через Борский мост.
В городе расположены железнодорожные станции Толоконцево, Моховые горы и Стеклозаводец (грузовая) и пассажирские платформы Неклюдово, Дружба, Военный городок и Спортивная.
По маршруту Моховые горы — Московский вокзал (Нижний Новгород) ежедневно курсирует электропоезд, особенно популярный среди горожан в летнее время в связи с многочисленными пробками на Борском мосту. На станции Толоконцево останавливаются все электрички Ветлужского направления, за исключением электропоездов, следующих в Урень, Шахунью и Киров.
До 2013 года в летнее время от пассажирской пристани до речного вокзала Нижнего Новгорода курсировал пассажирский теплоход «ОМ». От причала на противоположный берег с 2006 года до 2021 года курсировали паромы.
С 2022 года до Нижнего Новгорода курсируют судна на подводных крыльях Валдай.
С 2008 года действовала пассажирская регулярная речная переправа Нижний Новгород — Бор. С одного берега Волги на другой пассажиров доставляют суда на воздушной подушке компании Логопром — Борский перевоз. Постепенно угасло с началом работы канатной дороги.
Автобусные пассажирские перевозки обслуживают Борское пассажирское автотранспортное предприятие (МУП «Борское ПАП», обслуживает 13 маршрутов) и частные предприниматели (обслуживают 8 маршрутов).
C 2012 года действует Нижегородская канатная дорога, обеспечивающая пассажирские перевозки между Бором и Нижним Новгородом в дополнение к существующим автомобильным и железнодорожным маршрутам, а также речной переправе.
В 2017 году открыт дублёр Борского моста. Таким образом теперь Нижний Новгород и Бор соединяют три моста (железнодорожный, совмещённый железнодорожно-автомобильный с движением в две полосы в Нижний Новгород и новый автомобильный с движением в две полосы из Нижнего Новгорода).
В 2020 году открыт автомобильный обход Неклюдова.

## Экономика
Ограниченность природных ресурсов, наличие транспортных путей (таких, как Волжская магистраль и железнодорожное сообщение с Сибирью, Уралом и восточными регионами страны), благоприятные климатические условия, наличие профессиональных трудовых ресурсов определили хозяйственную структуру Бора. Ведущее положение в ней занимает промышленность, которая представлена предприятиями чёрной металлургии, машиностроения и металлообработки, торфяной, лесной и деревообрабатывающей, лёгкой, пищевой промышленности, а также предприятиями промышленности строительных материалов.
В структуре реального сектора экономики города Бора основную долю занимает промышленность — более 90 %
Наиболее значимыми предприятиями в городе Бор являются:  
- Борский стекольный завод
- Борский трубный завод
- Предприятие «Юроп Фудс» ГБ
- Предприятие «Берикап»
- Предприятие «Посуда»
- Предприятие «Тубор»
- Предприятие «Тросифоль»
- Борский силикатный завод
- Борская войлочная фабрика
- Завод «Нижегородский теплоход»
- Предприятие «Лесотарасервис»
- Тепличный комплекс «Нижегородский»
- Фабрика «Колибри»
- Филиал завода «Гидромаш»

Внешнеэкономическую деятельность осуществляют: AGC Борский стекольный завод, Борский трубный завод, завод «Нижегородский теплоход».

## Достопримечательности
Ниже по течению от Борского стекольного завода расположен музейно-рекреационный комплекс «Моховые горы» с остатками дачи архитектора П. П. Малиновского, куда часто приезжал Максим Горький. В 1902-1903 годах на Моховых горах проходили встречи Максима Горького и Федора Шаляпина.
Бывшее здание железнодорожной станции «Моховые горы» является объектом культурного наследия регионального значения и одним из последних образцов пассажирского здания небольшой станции, выполненных по проекту начала XX века.
В пяти минутах ходьбы от центра города располагается памятник Иосифу Сталину, поставленный здесь местным партийным руководителем Алексеем Зоровым. Рядом с памятником на данный момент ведутся работы по постройке Сталин-центра, который сможет рассказать о всех этапах жизни Иосифа Сталина.
В 100 метрах от станции Борская расположен парк исторической реконструкции «Pax Romana — парк живой истории». Парк представляет собой собирательный образ участка римского пограничья на рубеже I—II веков н. э., с военным лагерем и небольшого города, развившегося из маркитантского посёлка при лагере.

## СМИ
В городе есть БИА (Борское Информационное Агентство), которое осуществляет ТВ- и радиовещание, выпуск газеты
Радио:
- «Левый берег»

Телевидение:
- Бор-ТВ (сетевой партнёр — Ю)

Газеты:
- «Бор сегодня»
- «Борская правда»
- «Бор — ИНФО+ТВ»

Сетевые издания:
- «Твой Бор»
- «Вася медиа»

## Образование
Средние профессиональные заведения
- Борский Губернский колледж (ГБПОУ «БГК»)
- Нижегородский областной колледж культуры

Школы
Муниципальные
- Средняя школа № 1
- Средняя школа № 2[35]
- Средняя школа № 3
- Средняя школа № 4[36]
- Основная школа № 5
- Средняя школа № 6
- Средняя школа № 8
- Лицей
- Средняя школа № 10
- Средняя школа № 11
- Средняя школа № 12
- Начальная школа № 17
- Основная школа № 20
- Средняя школа № 22
- Октябрьская средняя школа
- Большепикинская основная школа

Частные
- Православная гимназия во имя святого благоверного князя Димитрия Донского

## Религиозная жизнь
В городе представлены несколько христианских направлений и ислам. Действуют 2 мечети, 7 православных храма и один молитвенный дом, а также одна старообрядческая церковь.
- Николо-Знаменская и Сергиевская церкви
- Никольский молитвенный дом
- Церковь Успения Божией Матери
- Покровская церковь
- Воскресенская Церковь
- Церковь в честь иконы Божией Матери «Неупиваемая Чаша»
- Богоявленская церковь
- Старообрядческая церковь в честь свт. Тихона Амафунтского

Также существуют общины таких христианских течений, как адвентисты, баптисты (МСЦ ЕХБ), пятидесятники, харизматы.
Действует зарегистрированная общественная организация мусульман города Бор, которая носит название «Ихсан».

## Кустарные промыслы в фотографиях конца XIX века
Взяты из издания: Нижегородская губерния по исследованиям губернского земства. Выпуск II: М. А. Плотников. Кустарные промыслы Нижегородской губернии. — СПб., 1896.
|  |  |  |

## Города-побратимы
- Беларусь: Молодечно